# Antonio Tabucchi
Antonio Tabucchi (24. září 1943, Pisa, Itálie – 25. března 2012, Lisabon) byl italský spisovatel. Vyučoval portugalský jazyk a literaturu na univerzitě v Sieně.
Díky své manželce, Marii José de Lancastre, a své lásce k Portugalsku byl velkým znalcem, kritikem a překladatelem děl spisovatele Fernanda Pessoy, z nichž čerpal koncept saudade, fikce a heteronym.
S Pessoovým dílem seznámil v 60. letech na přednáškách, které navštěvoval na Sorboně. Byl jím natolik fascinován, že se po návratu do Itálie začal učit portugalsky, aby Pessoově poezii lépe rozuměl.
Jeho knihy a eseje byly přeloženy v 18 zemích. Spolu se svou ženou přeložil mnoho Pessoových knih, napsal o něm knihu esejí a divadelní hru.
Za Indické nokturno (Notturno indiano) obdržel francouzskou cenu „Médicis étranger“; za Jak tvrdí Pereira (Sostiene Pereira) obdržell premio Campiello.

## Životopis
Narodil se v Pise 24. září 1943, ale vyrůstal u matčiných rodičů v nedalekém Vecchianu.
Během studia na univerzitě podnikl mnoho cest po Evropě po stopách autorů, s nimiž se setkal v knihovně matčina bratra. Po návratu do Paříže z jedné z cest nalezl ve stánku poblíž nádraží Gare de Lyon francouzský překlad básně Tabacaria se jménem autora Álvaro de Campos, jedním z heteronymů Fernanda Pessoy. Na stránkách této knížky našel objekt svého zájmu následujících dvaceti let.
Odjel do Lisabonu a město i zemi si zamiloval. V roce 1969 promoval s diplomovou prací o portugalském surrealismu. V 70. letech se zdokonaloval na Scuola Normale Superiore di Pisa a v roce 1973 začal vyučovat portugalskou literaturu a jazyk v Bologni.
V roce 1973 napsal Piazza d'Italia, „lidovou bajku o třech jednáních, epilogu a dodatku“, jak praví podtitul. Jde o pokus vylíčit perspektivu ztracenců (v tomto případě toskánské rodiny anarchistů) podle tradice velkých italských spisovatelů, jako jsou Giovanni Verga, Federico de Roberto, Giuseppe Tomasi Di Lampedusa, Beppe Fenoglio nebo současník Vincenzo Consolo.
V roce 1978, poté co začal učit na univerzitě v Janově, publikoval Il piccolo naviglio a v roce 1981 Pohled z druhé strany (Il gioco del rovescio e altri racconti), následovaný dílem Donna di porto Pim. V roce 1984 vyšel první významný román, Indické nokturno, podle nějž v roce 1989 natočil Alain Corneu film. Hlavní postavou je muž, který se pokouší najít přítele ztraceného v Indii, ale ve skutečnosti hledá vlastní identitu.
V roce 1985 vydal Piccoli equivoci senza importanza, o rok pozděli Il filo dell'orizzonte. Také v tomto románu je hlavní postava, Spino, který se snaží zjistit jméno neznámé mrtvoly, typickým představitelem, který hledá sám sebe. Neví se, jestli se takovým postavám podaří to, o co se snaží, ale v průběhu svého života jsou nuceni čelit představám, které si o nich dělají ostatní. Také podle tohoto románu byl natočen v roce 1993 film, který režíroval Portugalec Fernando Lopez.
Mezi lety 1985 a 1987 byl Tabucchi ředitelem Italského kulturního institutu v Lisabonu.
V roce 1987 publikoval I volatili del Beato Angelico a Pessoana Mínima a obdržel francouzskou Prix Médicis za nejlepší zahraniční román (Indické nokturno). V roce 1988 napsal komedii I dialoghi mancati. O rok později mu portugalský prezident propůjčil řád Ordine Do Infante Dom Henrique a byl francouzskou vládou jmenován rytířem umění a literatury (chevalier des arts et des lettres).
V roce 1990 vydal Un baule pieno di gente. Scritti su Fernando Pessoa, o rok později L'angelo nero. V roce 1992 napsal v portugalštině Rekviem: halucinace (Requiem, Una alucinação) a vydal Sny o snech (Sogni di sogni).
Roku 1994 vyšly Gli ultimi tre giorni di Fernando Pessoa, ale především román, jímž se Tabucchi nejvíc proslavil, Jak tvrdí Pereira (Sostiene Pereira). Tato kniha vyhrála Premio Super Campiello, Premio Scanno a cenu Jeana Monneta za evropskou literaturu. Hlavní představitel se tu stává symbolem obrany svobody informací pro opoziční politiky všech nedemokratických režimů. Kolem této knížky se během italských voleb shromáždila opozice proti kontroverznímu mediálnímu magnátovi Silviu Berlusconimu. Režisér Roberto Faenza natočil v roce 1995 stejnojmenný film, ve kterém hrál Marcello Mastroianni roli Pereiry a Daniel Auteuil doktora Cardosa.
V roce 1997 napsal Tabucchi román Ztracená hlava Damascena Monteira (La testa perduta di Damasceno Monteiro), založený na skutečném příběhu muže, jehož tělo bylo nalezeno v parku. Zjistí se, že byl zavražděn na policejní stanici Portugalské národní gardy v okolí Lisabonu. Aby román mohl dokončit, studoval dokumenty shromážděné vyšetřovateli, kteří se u Rady Evropy ve Štrasburku starají o dodržování lidských práv a o podmínky v evropských věznicích. Román se ukázal být prorockým, když se vrah, seržant José dos Santos přiznal a byl uvězněn. V témže roce napsal Tabucchi ještě knihu Marconi, se ben mi ricordo, o rok později L'Automobile, la Nostalgie et l'Infini.
V roce 1998 obdržel od Leibnizovy akademie Nossackovu cenu. V následujícím roce napsal Gli Zingari e il Rinascimento a knihu rozhovorů s Anteem Chrysostomidisem Košile plná skvrn (Ena poukamiso gemato likedes). Pochyby jsou jako skvrny na bílé košili. Úkolem každého intelektuála a každého spisovatele je vštípit do dokonalosti pochyby, protože dokonalost vytváří ideologie, diktátory a totalitní ideje. Demokracie není stavem dokonalosti.
V roce 2001 publikoval Si sta facendo sempre più tardi, román ve formě dopisů. Sedmnáct dopisů, jež jsou chválou slova a jež stejně jako „vzkazy v lahvi“ nemají příjemce; autor je adresoval „poste restante na neznámé jméno“. Za tuto knihu dostal v roce 2002 cenu France Culture za zahraniční literaturu.
V roce 2004 vyšla kniha Tristano muore, dlouhý monolog umírajícího bývalého partyzána. Když Tristano vypráví přivolanému spisovateli svůj životní příběh, připomíná rozpory a sváry války, politiky a života.
Tabucchi žil vždy šest měsíců v roce v Lisabonu spolu se svou ženou, která se tu narodila, a s dvěma potomky. Zbytek roku trávil v Toskánsku, kde vyučoval literaturu na univerzitě v Sieně. Sám se považoval za spisovatele pouze v ontologickém smyslu, protože z existenčního úhlu pohledu byl rád, že se mohl definovat jako „univerzitní profesor“. Literatura pro něj nebyla profesí, „ale něčím, co vyžaduje touhy, sny a fantazii“.
Pravidelně přispíval na kulturní stránky deníků Corriere della Sera a País.
Od 21. března 2006 spolupracoval na blogu skupiny Cantiere. Spolupracoval také s časopisem Latinoamerica.